# Tiberius Robilius Sitius
Tiberius Robilius Sitius war ein antiker römischer Toreut (Metallbearbeiter), der etwa in der ersten Hälfte des 1. Jahrhunderts in Kampanien tätig war.
Tiberius Robilius Sitius ist heute nur noch aufgrund von fünf Signaturstempeln auf Bronzekasserollen bekannt. Die Stücke weisen eine überaus breite Verteilung auf, wurden in fünf verschiedenen modernen Ländern gefunden. Nur ein Stück wurde in Pompeji, also in Kampanien, der Heimatregion von Robilius Sitius gefunden. Ein weiteres Stück in Frankreich, also auf dem Gebiet des früheren Römischen Reichs. Die drei anderen Stücke wurden außerhalb des Reiches im „Barbaricum“ entdeckt. Wie sie dorthin gelangten, ob durch Handel, Raub, Truppenbewegungen oder als Geschenke, muss unbekannt bleiben. Das Stück aus Tschechien hat er gemeinsam mit dem sonst unbekannten Gaius Atilius Hanno signiert, ein weiteres wurde gemeinsam mit dem einzigen bekannten von Epidius signierten Stück in Hagenow gefunden. Mit Titus Robilius Flaccus gibt es im ersten Jahrhundert in Kampanien noch einen weiteren Toreuten aus der Gens der Robilier.
Die nicht immer einheitlichen Signaturen lauten unter anderem lateinisch TI ROBILI SI, ergänzt zu Ti(beri) Robili Si(talcis?) oder auch lateinisch TI ROBILI SITA, ergänzt zu Ti(beri) Robili Sita(lcis?). Bei den Stücken handelt es sich um:
1. Bronzekasserolle; gefunden in Pompeji (Insula 12, Regio VI); heute im Archäologischen Nationalmuseum in Neapel.[1]
2. Bronzekasserolle; gefunden in der Saône an der Brücke von Beauregard, Département Ain, Region Auvergne-Rhône-Alpes, Kanton Trévoux, Arrondissement Bourg-en-Bresse, Frankreich; heute im Musée des Antiquités Nationales in Saint-Germain-en-Laye.[2]
3. Bronzekasserolle; gefunden in einem Körpergrab bei Hagenow in Mecklenburg-Vorpommern; heute im Archäologischen Landesmuseum Mecklenburg-Vorpommern in Schwerin.[3]
4. Bronzekasserolle; gefunden in Komárom, Komitat Komárom-Esztergom, Nord-Ungarn; heute im Ungarischen Nationalmuseum in Budapest.[4]
5. Bronzekasserolle, gemeinsam signiert mit Gaius Atilius Hanno; gefunden in einem Grab in Lysec, Ortsteil von Bžany im Okres Teplice, Tschechien; heute im Nationalmuseum in Prag.[5]

## Einzelbelege
1. ↑  Inventarnummer ?; Richard Petrovszky: Studien zu römischen Bronzegefäßen mit Meisterstempeln. Leidorf, Buch am Erlbach 1993, S. 291, Nr. R.04.01; CIL 13, 10036,72.
2. ↑  Inventarnummer 77514; Richard Petrovszky: Studien zu römischen Bronzegefäßen mit Meisterstempeln. Leidorf, Buch am Erlbach 1993, S. 292, Nr. R.04.02.
3. ↑  Inventarnummer 813; Richard Petrovszky: Studien zu römischen Bronzegefäßen mit Meisterstempeln. Leidorf, Buch am Erlbach 1993, S. 292, Nr. R.04.03; CIL 3, 06017,13 = CIL 13, 10036,72.
4. ↑  Inventarnummer 65/1913,3; Richard Petrovszky: Studien zu römischen Bronzegefäßen mit Meisterstempeln. Leidorf, Buch am Erlbach 1993, S. 292, Nr. R.04.04.
5. ↑  Inventarnummer ?; Richard Petrovszky: Studien zu römischen Bronzegefäßen mit Meisterstempeln. Leidorf, Buch am Erlbach 1993, S. 292, Nr. R.04.05; CIL 3, 06017,12 = CIL 13, 10036,85.

| Personendaten    | Personendaten                              |
| ---------------- | ------------------------------------------ |
| NAME             | Robilius Sitius, Tiberius                  |
| ALTERNATIVNAMEN  | Sitius, Tiberius Robilius                  |
| KURZBESCHREIBUNG | antiker römischer Toreut                   |
| GEBURTSDATUM     | 1. Jahrhundert v. Chr. oder 1. Jahrhundert |
| STERBEDATUM      | 1. Jahrhundert oder 2. Jahrhundert         |